# Кокаев, Тотраз Аврамович
Тотра́з Авра́мович Кока́ев, другой вариант имени и фамилии — Тотрадз Кокайты (осет. Кокайты Тотрадз; 5 сентября 1944, село Кетриси (Четырс), Трусовское ущелье, Грузинская ССР) — осетинский поэт-песенник, переводчик и драматург. Заслуженный деятель искусств Республики Южная Осетия. Автор гимна Южной Осетии. Лауреат премии имени Коста Хетагурова в области литературы и искусства Северной Осетии (2012). Народный поэт Осетии, член Союза писателей РФ.

## Биография
Родился в 1944 году в крестьянской семье в селе Кетрис, Грузинская ССР. С 1952 года вместе с родителями переехал в Северную Осетию, где обучался в начальной школе в селе Чермен в Северной Осетии и с 1953 года — в начальной школе села Тарское. Восьмилетнее образование получил в селе Дзуарикау.
С 1960 года обучался на художественно-графическом отделении Юго-Осетинского педагогического училища. Будучи студентом, начал публиковать свои первые стихотворные произведения в периодической печати Северной Осетии. После окончания педагогического училища преподавал черчение и рисование в школьных учебных заведениях в селе Кобан. Окончил заочное отделение филологического факультета Северо-Осетинского педагогического института.
В 1969 году поступил в Ленинградский институт имени Горького, по окончании которого работал редактором художественного вещания студии телевидения Юго-Осетинской автономной области. С 1981 по 1983 года — редактор отдела художественной литературы издательства «Ир», с 1983 по 1989 года — ответственный секретарь литературного журнала «Мах дуг» и с 1992 по 2017 года — главный редактор издательства «Ир».
Перевёл на осетинский язык сонеты Уильяма Шекспира (2001), произведения Микеланджело Буоннаротти, Александра Пушкина и Михаила Лермонтова. В 2001 году издал перевод на осетинский язык сонетов Микеланджело Буоннаротти.
Написал пьесы «Кундзих и Кундзила», «Сырдоны хинтӕ» (Проделки Сырдона), «Ӕнахуыр хӕйрӕг» (Необыкновенный чёрт), которые были поставлены на сценах осетинских театров.
В 2012 году удостоен премии имени Коста Хетагурова за сборник стихотворений «Молитва души».
Основные сочинения
- Нывӕфтыд бон (Радужные дороги), сборник, 1974
- Ӕмдзӕвгӕтӕ (Стихи), сборник, 1983
- Ӕрвон райсомтӕ (Голубые рассветы), сборник, 1990
- Мӕ дзуар (Мой крест), сборник, 1994
- Ӕрвгӕнӕн (Небесный ключ), сборник, 2004
- Уды куывд (Молитва души), сборник, 2011.

## Награды
- Орден Почёта (Южная Осетия)[11]
- Медаль Александра Невского (Защитник Отечества)
- Медаль «Во славу Осетии» — за создание гимна Южной Осетии